# Maurice Laverseyn
Maurice Albert Laverseyn, né le 17 février 1878 à Bousbecque et mort le 18 novembre 1971 à Roncq à l’âge de 93 ans, est un homme d'Église. Il a été aumônier de l'Ordre équestre du Saint-Sépulcre de Jérusalem, camérier secret de Sa Sainteté, prélat de Sa Sainteté (d'où le titre de « Monseigneur » qui lui est attribué) et chanoine honoraire du Saint-Sépulcre. Il a été élevé au rang d'officier de la Légion d'honneur.

## Biographie
Il est fils de Louis Désiré Joseph Laverseyn, chauffeur, et de Marie-Louise Ferrant.
Il entre au séminaire de Solesmes en 1896.
Dans le cadre de ses études ecclésiastiques, il est nommé professeur au collège jésuite Saint-Joseph de Lille de 1897 à 1902[source insuffisante].
Entré au Grand séminaire de Cambrai en 1902, il est ordonné prêtre séculier le 8 juillet 1905 à Cambrai, Il retourne alors enseigner au collège jésuite Saint-Joseph de Lille jusqu'en 1944.
Il participe aux secours des victimes de la catastrophe des 18 ponts[source insuffisante].
Durant la Première Guerre mondiale, en 1917, il est le premier aumônier militaire à s'engager volontairement au 1er corps d’armée. Il est arrêté comme otage et enfermé à la citadelle de Lille durant trois ans. 
Pendant la Seconde Guerre mondiale, il est résistant et favorise l’évasion de plus de 300 jeunes belges, anglais et luxembourgeois déportés du Service du travail obligatoire cantonnés à Wacquinghen, ce qui lui valut de recevoir la croix d'honneur du Mérite franco-britannique et la croix d'honneur du Dévouement national.
Chevalier du Saint-Sépulcre le 14 mars 1937, puis commandeur, il fut aumônier de l’Ordre pour le Nord, puis prieur de la lieutenance de France de 1942 à 1948.
Il est enrôlé par Luigi Barlassina (en), patriarche latin de Jérusalem, comme délégué de l'Œuvre pontificale de la préservation de la foi en Palestine en 1932, puis directeur national en 1945. Il fut aumônier de l'Ordre du Saint-Sépulcre de Jérusalem pour le Nord, puis prieur de la lieutenance de France de 1942 à 1948.
En 1946, il reçoit le titre de Prélat domestique de Sa Sainteté par le pape Pie XII ; en 1947 il devient le représentant de la France auprès du patriarche latin de Jérusalem.
En 1948, il devient camérier secret de Sa Sainteté. Il voyage en Palestine en 1950 à 1965 où il s'installe à Beit Sahour en Terre sainte avant de revenir dans le Nord  pour sa retraite.
Le 21 septembre 1958, il est nommé Chanoine honoraire du Saint-Sépulcre.
Il y meurt d’un infarctus le 18 novembre 1971.

## Décorations
- Le 13 février 1950, il reçoit chevalier de la Légion d'honneur en qualité d'otage de la guerre 1914-1918, délivré par le ministère de la guerre[réf. nécessaire].
- Le 31 mai 1964, il devient Officier de la légion d'honneur en qualité de prélat de la sainteté, prieur de l'Ordre du saint sépulcre, délivré par le ministère de l’intérieur[réf. nécessaire].
- Il avait aussi la médaille commémorative de la guerre de 1914-1918, la médaille de bronze des victimes de l’invasion[5], l’étoile noire des colonies[réf. nécessaire], la croix d’honneur du mérite franco-britannique[réf. nécessaire], la médaille de la reconnaissance néerlandaise et la croix d'honneur du Dévouement national[réf. nécessaire].